# Sycamore (Illinois)
Sycamore è un comune degli Stati Uniti d'America, situato nell'Illinois, nella contea di DeKalb, della quale è anche il capoluogo.